# Sundbyfoss
Sundbyfoss es una localidad de la provincia de Vestfold en la región de Østlandet, Noruega. En 2020 tenía una población estimada de 536 habitantes.
Se encuentra ubicada al sureste del país, a poca distancia al sur de Oslo, al oeste de la frontera con Suecia, y junto a la costa occidental del fiordo de Oslo.